# Cristiana Dumitrache
Cristiana Dumitrache (n. 23 decembrie 1956, București, România) este o fiziciană română, șefă a Secției Astrofizică de la Observatorul Astronomic al Academiei Române.